# Simon Pál (atléta)
Simon Pál (Budapest, 1891. december 31. – 1922. február 22.) magyar olimpiai bronzérmes atléta. A Magyar AC (MAC) sportoljaként érte el sportsikereit.

## Legjobb eredményei
- 1908-ban 100 m - 11,0
- 1908-ban 200 m - 23

## Olimpiai szereplése
Angliában, Londonban rendezték az V., az  1908. évi nyári olimpiai játékok 
atlétikai versenyeit, ahol a Simon Pál, Mezei Frigyes, Nagy József, Bodor Ödön összeállítású olimpiai váltó tagjaként bronzérmes lett. Egyéni versenyzőként indult 100 m, - 200 m-en, a selejtezőkből nem jutott a döntőbe.

## Külső hivatkozások
- Simon Pál. kerszoft.hu. (Hozzáférés: 2015. augusztus 30.)
- Simon Pál. brinkster.net. (Hozzáférés: 2015. augusztus 30.)
- Simon Pál. sportmuzeum.hu. [2016. március 6-i dátummal az eredetiből archiválva]. (Hozzáférés: 2015. augusztus 30.)